# Basura

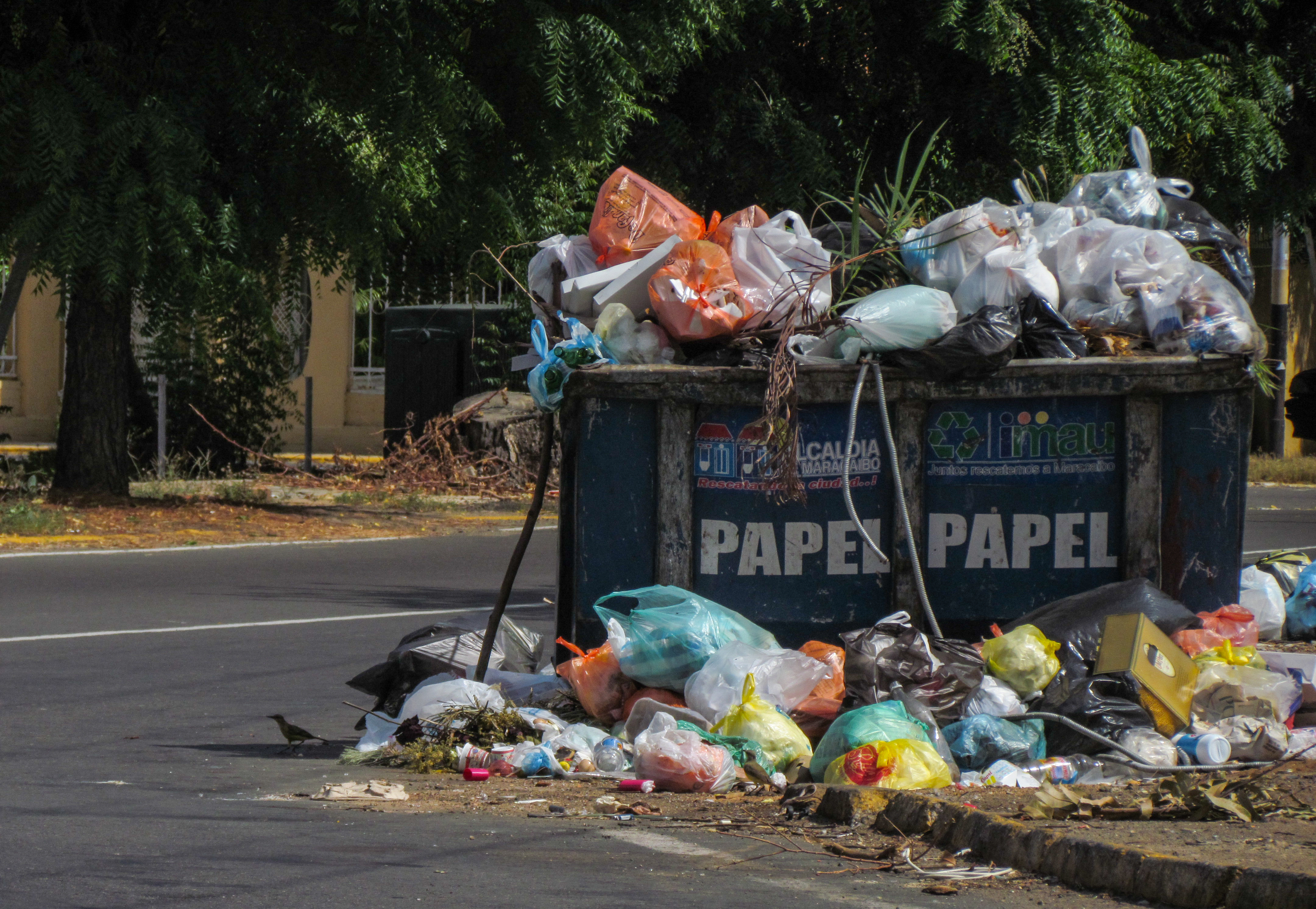
Contenedor repleto de bolsas de basura, en una calle de Venezuela.

El término basura se refiere a cualquier residuo inservible, o todo material no deseado y del que se tiene intención de desechar. La basura se diferencia de aquellos residuos que pueden ser reutilizados o reciclados.
La Organización para la Cooperación y el Desarrollo Económico (OCDE) define como «residuo» a «aquellas materias generadas en las actividades de producción y consumo que no han alcanzado un valor económico en el contexto en el que son producidas».
El término «manejo de residuos» se usa para designar al control humano de recolección, tratamiento y eliminación de los diferentes tipos de desechos. Estas acciones son a los efectos de reducir el nivel de impacto negativo de los residuos sobre el medio ambiente y la sociedad.
Habitualmente se deposita en lugares previstos para la recolección, que será canalizada a tiraderos o vertederos, rellenos sanitarios u otro lugar. Actualmente, se usa ese término para denominar aquella fracción de residuos que no son aprovechables y que por lo tanto debería ser tratada y dispuesta para evitar problemas sanitarios o ambientales; por eso, el reciclaje consiste en recuperar los residuos para transformarlos en un objeto con nueva vida útil.
La composición de residuos está estrechamente relacionada con el nivel de vida y la actividad económica del lugar y tiempo en que se producen. La invención y el desarrollo de la industria se relacionan directamente con los distintos tipos de residuos generados o afectados. Ciertos componentes de los residuos tienen valor económico y rentable utilizado por el reciclaje.

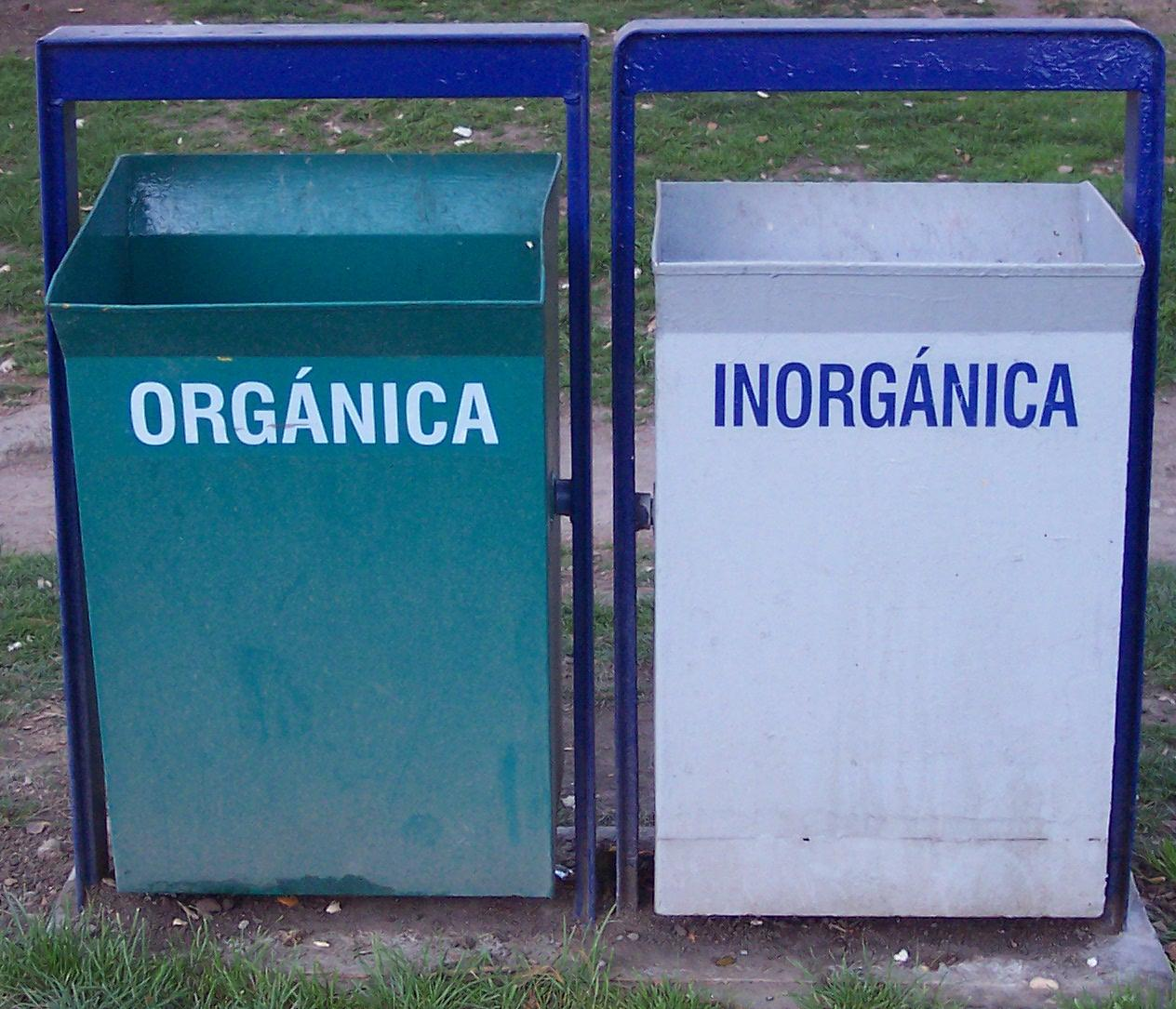
Contenedores de reciclaje.

Los residuos biodegradables, tales como los alimentos y aguas residuales, desaparecen de forma natural gracias al oxígeno o al aire libre, a causa de la descomposición causada por los microorganismos. Si no se controla la eliminación de residuos biodegradables, puede causar varios problemas, entre ellos la liberación generalizada de gases de efecto invernadero que afectan la salud por el fortalecimiento de los agentes patógenos humanos.

## Clasificación de los residuos

### Según su composición

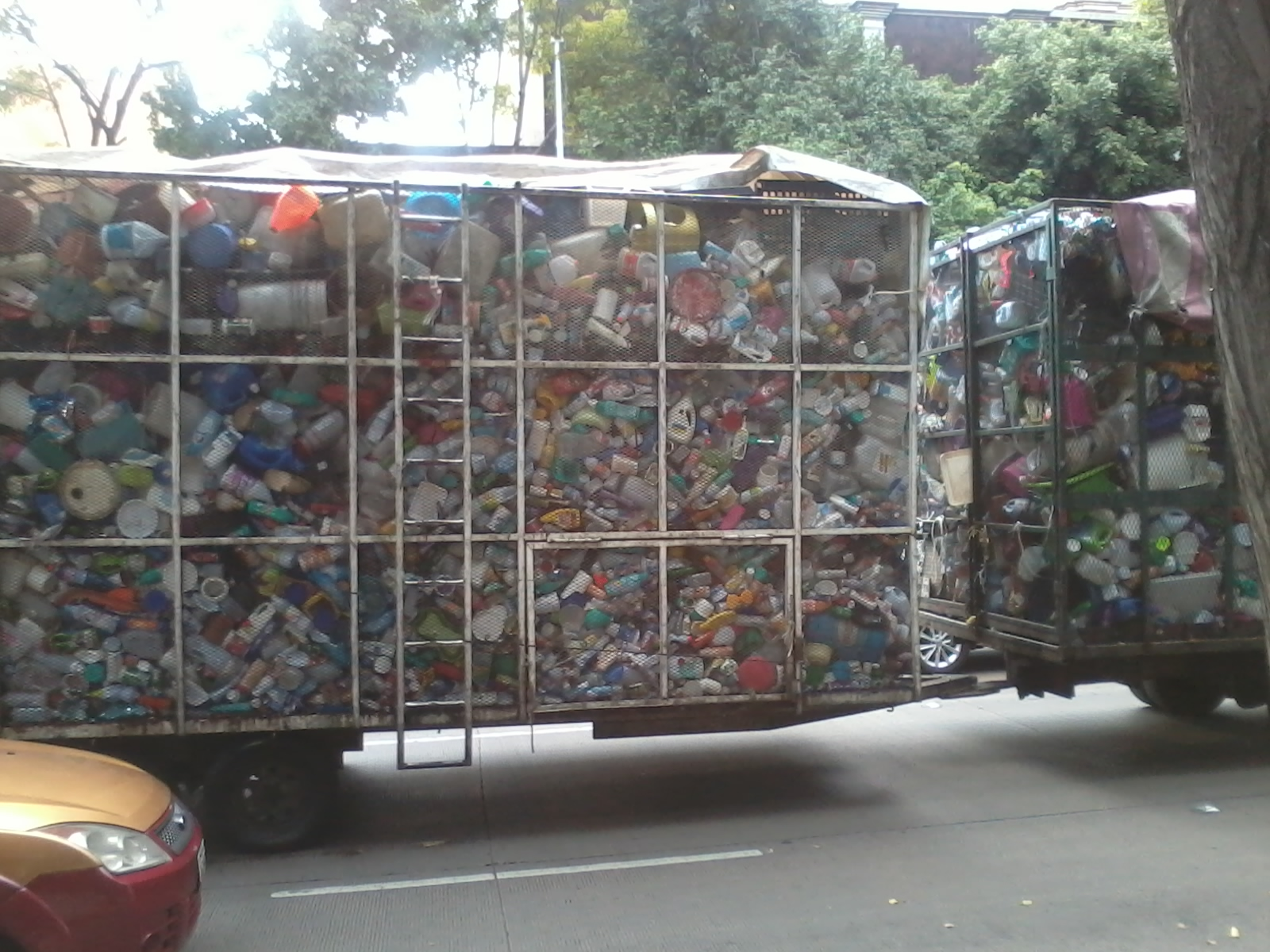
Camión transportador de botellas y envases de plástico (Av. Patriotismo y Eje 4 Sur Benjamín Franklin, en la Ciudad de México).

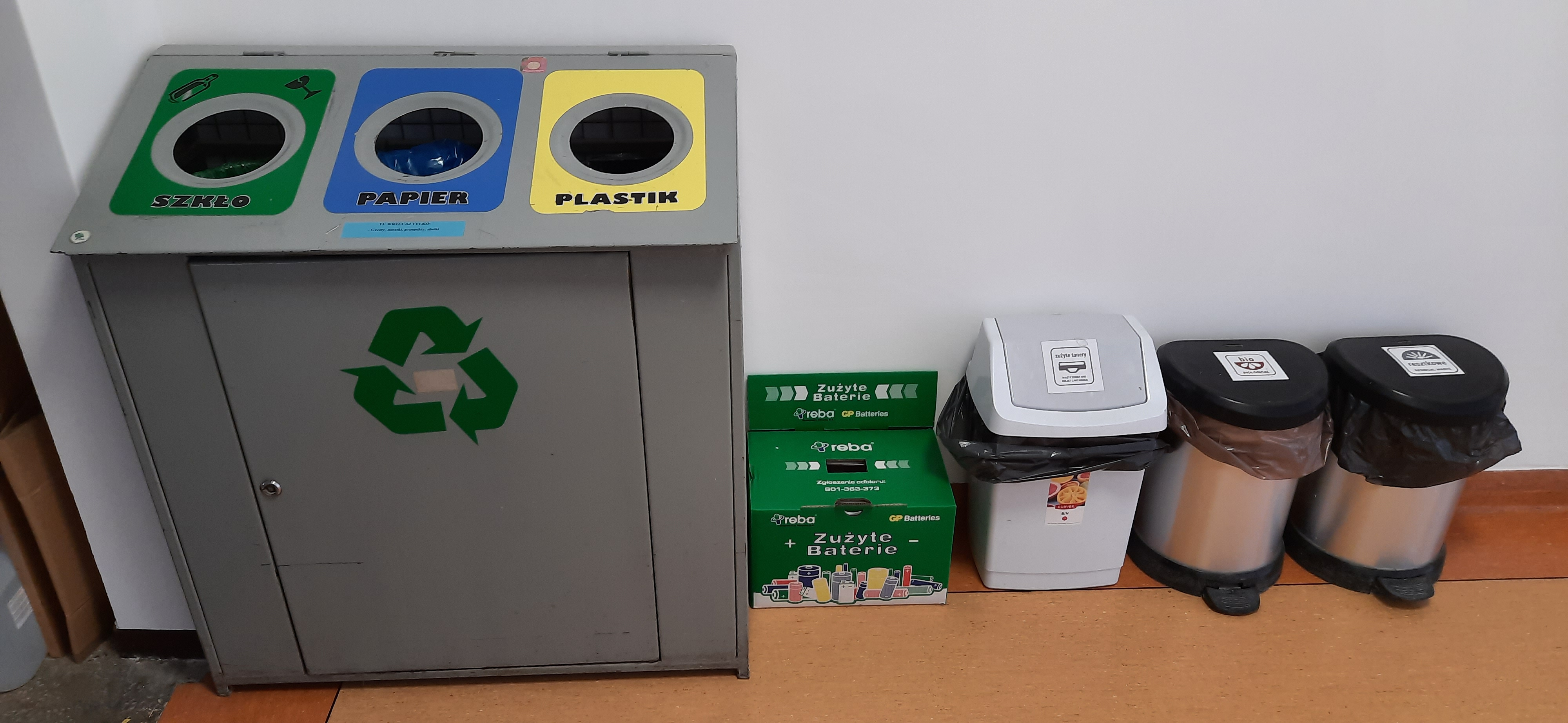
Punto de reciclaje de la Universidad Tecnológica de Gdansk.

- Residuo orgánico: todo desecho de origen biológico (desecho orgánico), que alguna vez estuvo vivo o fue parte de un ser vivo, por ejemplo: hojas, ramas, cáscaras y residuos de la fabricación de alimentos en el hogar, etc.

- Residuo inorgánico: todo desecho sin origen biológico, de índole industrial o de algún otro proceso artificial, por ejemplo: plásticos, telas sintéticas, etc.

- Mezcla de residuos: en el sentido más amplio del término, se refiere a todos los desechos de residuos mezclados que es el resultado de una combinación de materiales orgánicos e inorgánicos. En la mayoría de los países se producen residuos mezclados, a partir de restos de comida, envases y cajas diversas. Un problema es el de los residuos compuestos de materiales orgánicos que no pueden descomponerse por completo, y material inorgánico relacionado con el nitrógeno y por tanto que también forma gases tóxicos. Por ello es importante deshacerse de los residuos generados en el día a día. Debido a los peligros de los residuos mezclados, algunas personas separan los residuos orgánicos de los inorgánicos, y los orgánicos los usan para crear compost.

- Residuos peligrosos (véase Gestión de Residuos Peligrosos): se refiere a todo desecho, ya sea de origen biológico o no, que constituye un peligro potencial (código CRETIB) y que por lo cual debe ser tratado de forma especial, por ejemplo, material médico infeccioso, residuo radiactivo, ácidos y sustancias químicas corrosivas, etc.

- Residuo inerte: aquel residuo no peligroso que no experimenta transformaciones físicas, químicas o biológicas significativas, no es soluble ni combustible, ni reacciona física ni químicamente ni de ninguna otra manera, no es biodegradable, no afecta negativamente a otras materias con las cuales entra en contacto de forma que pueda dar lugar a contaminación del medio ambiente o perjudicar a la salud humana. La lixiviabilidad total, el contenido de contaminantes del residuo y la ecotoxicidad del lixiviado deberán ser insignificantes, y en particular no deberán suponer un riesgo para la calidad de las aguas superficiales o subterráneas.

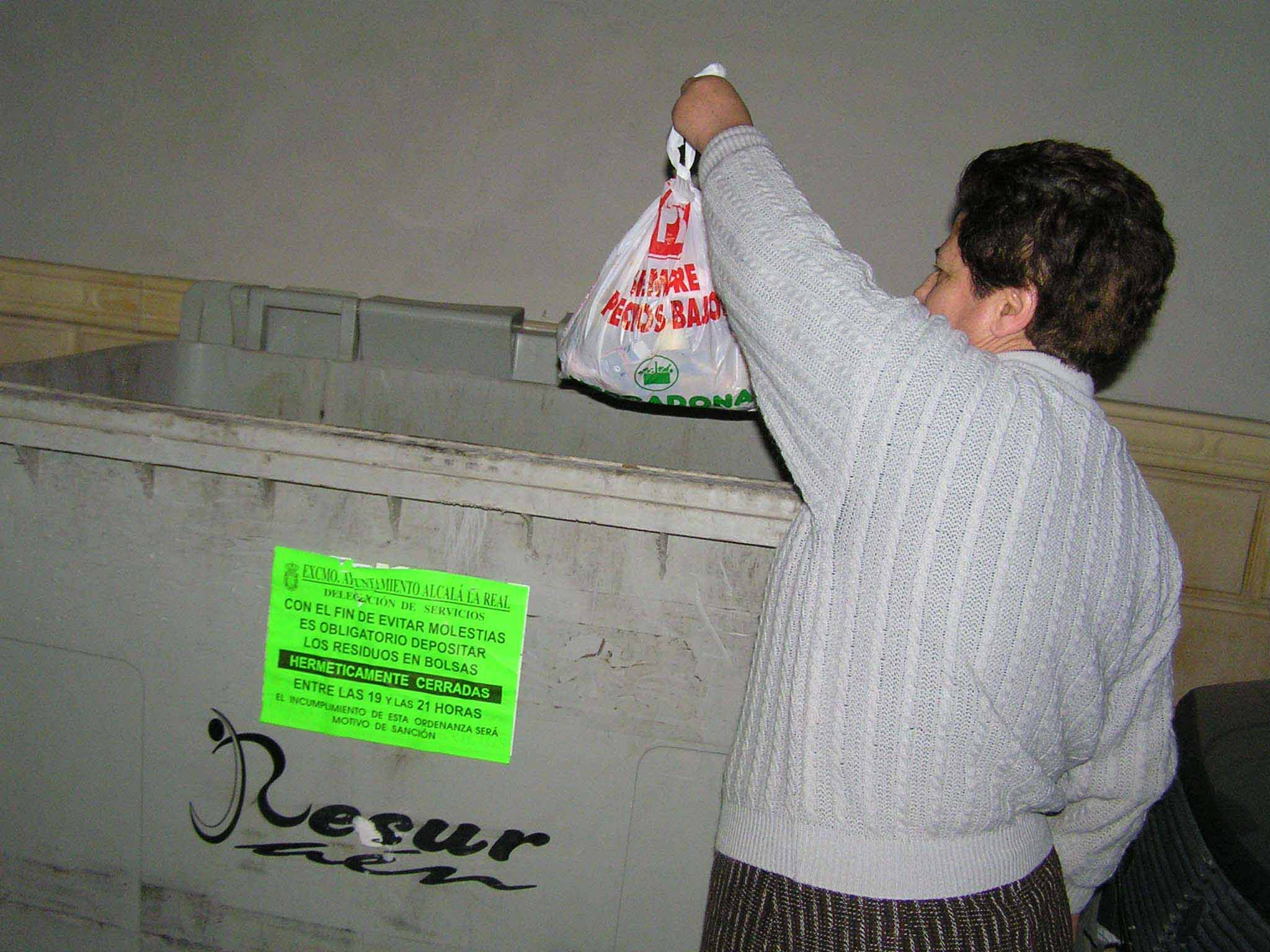
Una ciudadana deposita una bolsa con basura en un contenedor.

Puede consultarse una lista de residuos peligrosos en el apartado 4 del artículo 1 de la Directiva 91/689/CEE, sobre residuos peligrosos (aprobada por la Decisión 2000/532/CE, de la Comisión (Unión Europea), de 3 de mayo, modificada por las Decisiones de la Comisión, 2001/118/CE, de 16 de enero, y 2001/119, de 22 de enero, y por la Decisión de consejo 2001/573, de 23 de julio).

### Según su origen
- Residuos domésticos: residuos generados en los hogares como consecuencia de las actividades domésticas. Se consideran también residuos domésticos los similares a los anteriores generados en servicios e industrias.

Se incluyen también en esta categoría los residuos que se generan en los hogares de aparatos eléctricos y electrónicos, ropa, pilas, acumuladores, muebles y enseres, así como los residuos y escombros procedentes de obras menores de construcción y reparación domiciliaria.
Tendrán la consideración de residuos domésticos los residuos procedentes de limpieza de vías públicas, zonas verdes, áreas recreativas y playas, los animales domésticos muertos y los vehículos abandonados.
- Residuos comerciales»: residuos generados por la actividad propia del comercio, al por mayor y al por menor, de los servicios de restauración y bares, de las oficinas y de los mercados, así como del resto del sector servicios.

- Residuo industrial: residuos resultantes de los procesos de fabricación, transformación, utilización, consumo, limpieza o mantenimiento generados por la actividad industrial-

- Residuo sanitario: desechos que son catalogados por lo general como residuos peligrosos y pueden ser orgánicos e inorgánicos.

- Basura espacial: objetos y fragmentos artificiales de origen humano que ya no tienen ninguna utilidad y se encuentran en órbita terrestre.

- Residuo de construcción y demolición: cualquier sustancia u objeto que se genere en una obra de construcción o demolición (Plan de Gestión de Residuos Construcción-Demolición (RCD)). En este caso se hace llamar escombros.

## Plantas de clasificación

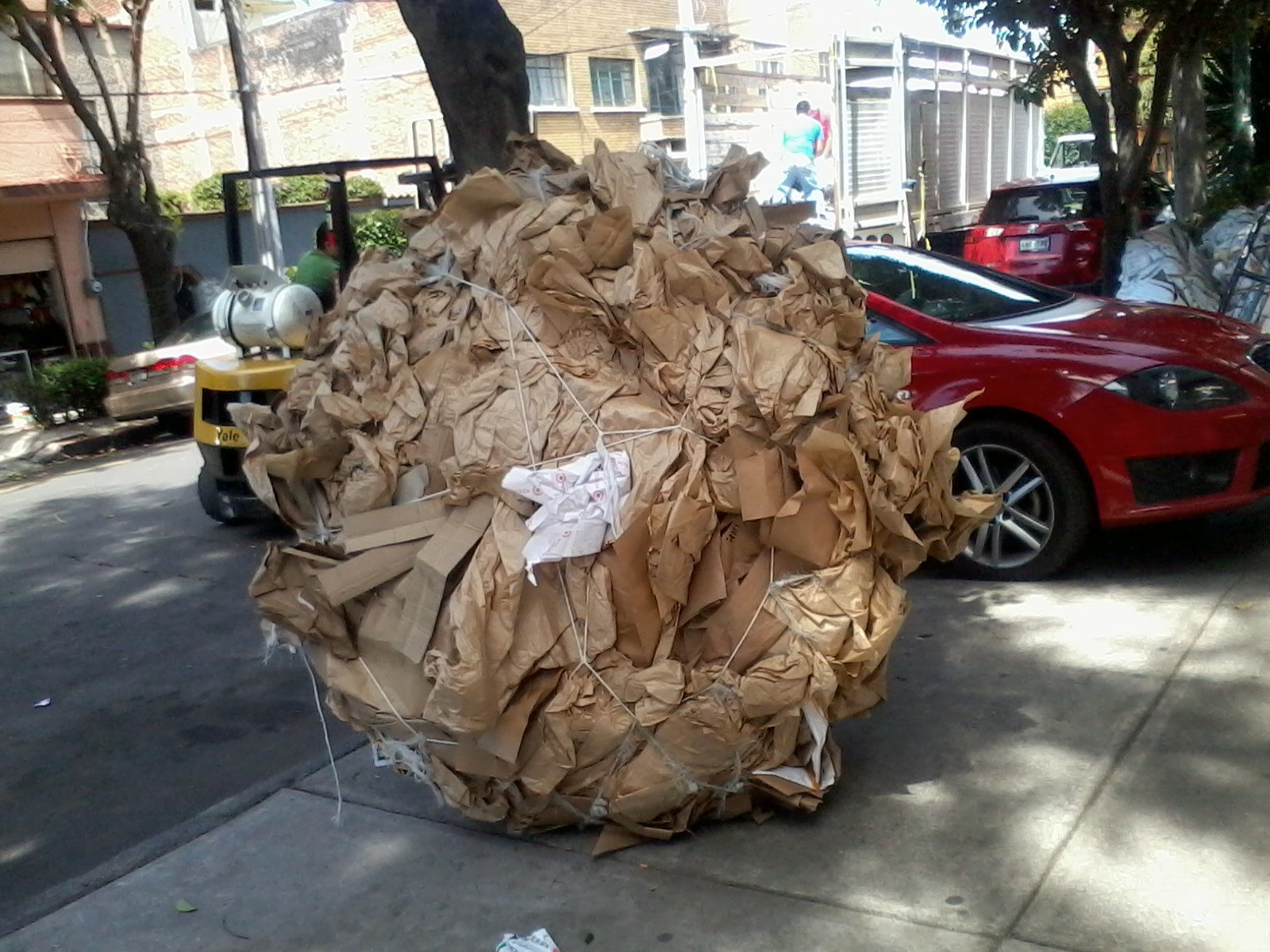
Residuos de cartón y papel en un negocio de imprenta y litográfica en la colonia Algarín, en la alcaldía Cuauhtémoc, en la Ciudad de México, en 2013.

La mayoría de los residuos son mezclados, tanto los de origen doméstico como industrial.
Pese a que nuestra conciencia ecológica es mayor, sigue habiendo una mayoría que junta todos los residuos en una única bolsa, complicando y encareciendo el reciclaje.
Para evitarlo se crearon las plantas de clasificación de residuos.
Estas plantas reciben todo tipo de residuos mezclados y, mediante diferentes procesos mecánicos y manuales, logran separar los residuos según el tipo.
Las principales fracciones separadas son:
- papel y cartón
- plásticos
- maderas
- metales férreos y no férreos (conocido también como chatarra)
- vidrios

## Basura espacial

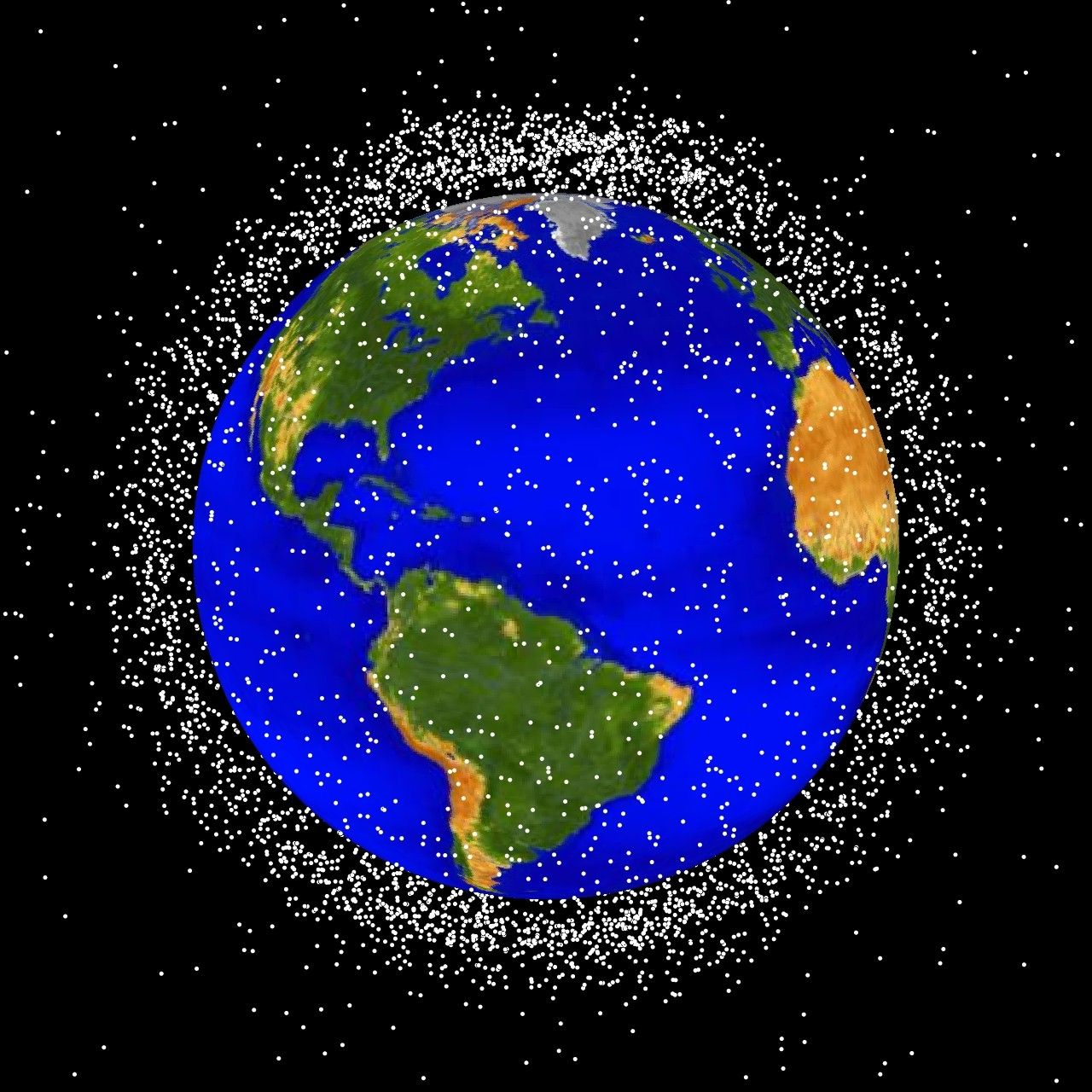
Basura espacial localizada en órbita baja terrestre.

La basura espacial son todos aquellos objetos y fragmentos de origen humano que se encuentran en órbita terrestre. La mayoría de la basura espacial es el resultado de la destrucción en órbita de satélites y cohetes. Estas destrucciones en algunos casos son intencionales. Mediante potentes radares en la superficie terrestre puede rastrearse objetos en órbita desde pocos centímetros de dimensión. Para 1993 se podían rastrear más de 7000 objetos en órbita. De estos objetos el 20 % son satélites que no funcionan, desechos de lanzamientos 25 % entre los que están cubiertas protectoras y partes de cohetes, el 50 % corresponde a fragmentos de satélites destruidos ya sea por explosión intencionada u otra causa. El número de objetos detectables ha sido estimado en sólo 0,2 % del total de objetos en órbita. Se estima que existen al menos 40 000 objetos de un centímetro y muchos miles de menores dimensiones. La basura espacial de un mismo origen pasa de ocupar una órbita definida (la órbita del objeto que le dio origen) a diseminarse por toda órbita terrestre en unos 4 años.
Los objetos masivos son atraídos por la Tierra y se desintegran sin dejar rastro alguno, sin embargo los objetos y fragmentos menores no logran salir de órbita (caer hacia la Tierra) por lo que contribuyen a la basura espacial.
La basura espacial tiene gran repercusión en toda nueva misión espacial, ya sea que esté destinada a permanecer en órbita o salir al espacio exterior. El peligro de colisiones es significativo pues en la órbita baja los choques suelen ocurrir a 10 km/s. Un fragmento de 3 mm a esta velocidad tiene el mismo poder que una piedra de 15 cm de diámetro a 110 km/h.
Como posibles soluciones se ha propuesto enviar a órbita un globo de espuma capaz de recolectar esta basura. Además, para futuras expediciones se propone incluir en los fragmentos a liberar en órbita propulsores encargados de hacer caer hacia la Tierra tales objetos consiguiendo con esto su desintegración.

## Basura tecnológica
La basura tecnológica o chatarra electrónica es cada vez más abundante, tanto en el primer mundo como en el tercer mundo.
Es la que se produce al final de la vida útil de todo tipo de aparatos electrodomésticos, pero especialmente de la electrónica de consumo (televisores, ordenadores, teléfonos móviles), que son potencialmente muy peligrosos para el medio ambiente y para sus manipuladores si no se reciclan apropiadamente.
En España la gestión de estos residuos está basada en el Real Decreto 110/2015, de 20 de febrero, sobre residuos de aparatos eléctricos y electrónicos.
De la basura tecnológica es posible extraer minerales valiosos como el cobalto, el coltán, el estaño, etc.

## Problema de los residuos
Los residuos no aprovechables constituyen un problema para muchas sociedades debido a, por una parte, la gran cantidad que de estos se produce, y por otra, la ausencia de un destino sostenible.

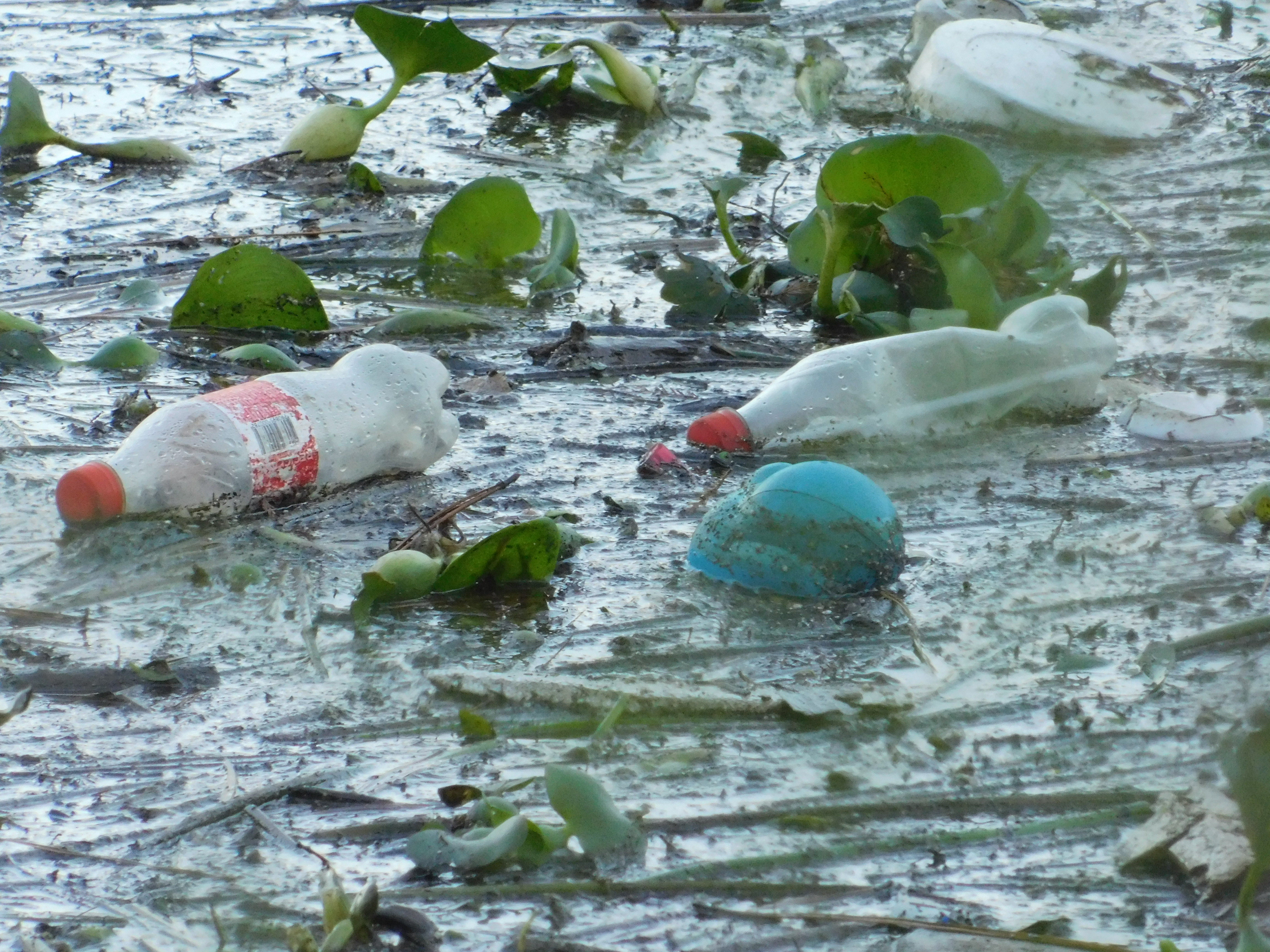
Los residuos solidos no gestionados de las ciudades terminan el los cursos de agua. Foto tomada en San Fernando, Bs.As. en el mes de mayo de 2025.

Es un gran problema que incide sobre todo en grandes urbes, así como en el conjunto de la población del planeta, debido al aumento de la población (la sobrepoblación), las actividades humanas modernas y el elevado consumismo, que han acrecentado mucho la cantidad de basura que se genera. Lo anterior, junto con el ineficiente manejo que se hace de dichos residuos (quemas a cielo abierto, disposición en tiraderos o vertederos de basura ineficaces) provoca problemas tales como la contaminación de las aguas, suelo y aire, que se resume problemas de salud y daño al ambiente y la biota, además de provocar conflictos sociales y políticos.
Antes de convertirse en basura, los residuos han sido materias primas en cuyos procesos de extracción se han invertido grandes cantidades de energía y agua (huella ecológica).
En la producción de bienes y su consumo, se ha empleado así mismo energía y agua. Se calcula que tan sólo 7 países, con únicamente el 21 % de la población mundial, consumen más del 50 % de los recursos naturales y energéticos de todo el planeta.
La sobreexplotación de los recursos naturales y el incremento de la contaminación amenazan la capacidad regenerativa de los sistemas naturales.

### Solución propuesta al problema

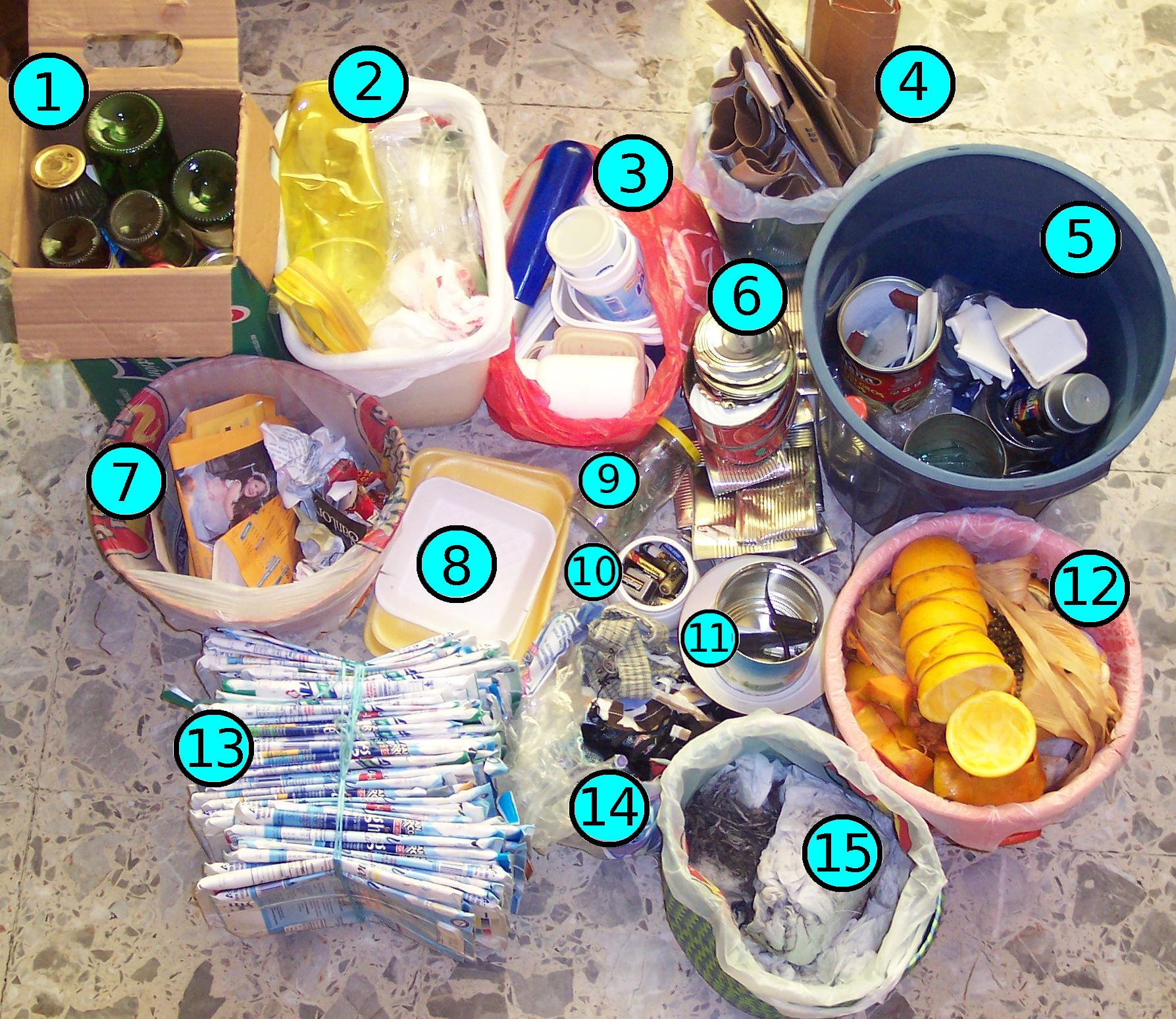
Desechos sólidos caseros clasificados: (1) envases de vidrio, (2) plástico fino, (3) plástico grueso, (4) cartón, (5) varios, (6) latas compactadas, (7) papel, (8) poliestireno, (9) pedacería de vidrio, (10) pilas, (11) metales diversos, (12) orgánicos, (13) tetrapak, (14) telas, (15) sanitarios.

Lo ideal sería que todos los desechos fuesen reaprovechados y reintegrados al medio. Lo anterior señala una solución integral en la que el concepto de basura desaparecería. 
Varias iniciativas existen para reducir o resolver el problema, pero éstas dependen principalmente de las administraciones, las propias industrias, los ciudadanos o de la sociedad en su conjunto. 
Algunas soluciones generales al problema de la basura serían:
- Reducción de la cantidad de residuos generados mediante políticas de prevención de residuos y estudios de minimización de residuos
- Utilización de envases de producto más sencillos en su cantidad y composición
- Reintegración de los residuos al ciclo productivo: reciclar
- Canalización adecuada de los residuos finales (no depositarlos en lugares no adecuados)

### Costos

#### Costos ambientales
Se refieren al costo que tiene para el medio ambiente la basura generada y su inadecuada gestión. Algunos efectos negativos son: contaminación visual, contaminación en el suelo, contaminación en los cursos del agua, daño a la fauna y, en casos extremos, muerte de animales.
Los residuos atraen roedores e insectos que albergan parásitos gastrointestinales, fiebre amarilla, gusanos, la peste y otras enfermedades para los seres humanos.
La exposición a residuos peligrosos, cuando se queman en particular, pueden causar otras enfermedades, incluyendo diversos tipos de cáncer. Los residuos pueden contaminar tanto las aguas superficiales como las subterráneas, el suelo y el aire; lo que causa más problemas para los seres humanos, otras especies y los ecosistemas.
El tratamiento y eliminación de los residuos produce cantidades significativas de gases de invernadero (GEI), principalmente metano, que contribuyen significativamente al cambio climático global.
Se han dado grandes impactos ambientales en el medio ambiente, tales como:
- el accidente en la central nuclear de Fukushima
- el vertido del petrolero Exxon Valdez
- Bhopal
- Mar de Aral
- la enfermedad de Minamata
- el desastre de Seveso
- Chernóbil
- el lago Karachay, considerado el lugar más contaminado del mundo.
- Isla de la Basura en el Océano Pacífico.

#### Costos sociales
La gestión de residuos es un importante problema ambiental. Muchas de las cargas ambientales antes citadas son más a menudo depositadas a cargo de los grupos marginados, como las minorías raciales, mujeres y residentes de las naciones en desarrollo. NIMBY (en inglés, Not in My Back Yard, "No en mi patio trasero") es un término popular que describe la oposición de los residentes de una propuesta de un nuevo desarrollo cerca de ellos. Sin embargo, la necesidad de expansión y la ubicación de plantas de tratamiento y de eliminación de residuos está aumentando en todo el mundo. En la actualidad existe un mercado creciente en el movimiento transfronterizo de residuos, y aunque la mayoría de los flujos de residuos se da en los países desarrollados, una cantidad importante de residuos se desplaza de los países desarrollados a los que están en vías de desarrollo.

#### Costos económicos
Los costos económicos de la gestión de los residuos son elevados, y son a menudo pagados por los gobiernos municipales y financiado a través de tasas municipales.
Los residuos de fábricas y empresas son pagados las mismas contratando a gestores de residuos privados.
Dichos costos a menudo se pueden optimizar y reducir, creando rutas de recolección más eficientes, modificando el diseño de los vehículos e incluso su tránsito, y con la educación pública.
Las políticas ambientales, también son vitales para reducir el costo de la gestión y disminuir las cantidades de residuos. La valorización de residuos (es decir, el reciclaje, la reutilización, entre otras) evita la extracción de materias primas y, a menudo reduce los costos de transporte.
La ubicación de tratamiento de residuos y las instalaciones de eliminación usualmente tienen un impacto en la propiedad de los valores debido al ruido, polvo, contaminación, aspecto, y otros pertenecientes al estigma negativo.
El sector informal de recolección de residuos consta en su mayor parte de los recolectores de desechos que limpian los metales, vidrio, plástico, textiles y otros materiales, para obtener una ganancia con su comercio o intercambio, llamados coloquialmente "pepenadores". Este sector puede alterar significativamente o reducir el desperdicio en un sistema en particular, pero otros efectos económicos negativos vienen con la enfermedad, la pobreza, la explotación y el abuso hacia sus trabajadores.

### Problema del crecimiento del consumismo
Por otro lado, si el aumento del consumo no cesa, la cantidad de basura reciclada nunca llegaría al nivel de la basura producida. Desde la implementación de los sistemas de reciclaje, no ha disminuido la cantidad de basura, sino que ha aumentado, por el aumento constante del consumismo. De esta forma, la supuesta solución se convertiría en solo un paliativo y una forma de organizar los desechos para abaratar los costos de las materias primas. De todas maneras, el reciclaje se ha convertido en una teoría que aunque no funciona actualmente, se presenta como una posibilidad a futuro.
Según el artículo “La recogida de basura en megaciudades: En el marco de la sostenibilidad” se establece que uno de los factores más importantes en la producción de basura es el flujo de productos y servicios y no el tamaño de la ciudad o de la población como se esperaría. Esto se comprobó mediante el estudio de cuatro ciudades; Madrid, Tokio, París y el DF. El estudio concluyó que el flujo de información(flujo de productos y servicios) en una ciudad puede ser un factor positivo en un marco socioeconómico mientras que en marco medioambiental puede resultar peligroso. Se llegó a esta conclusión mediante los datos obtenidos en el estudio, en donde París se consideró la ciudad con mayor posición o rango en un sistema económico, seguida por Tokio, Madrid y, finalmente, el DF. Los residuos, en cambio, mostraron un orden opuesto: México en primer lugar, seguido por Madrid, Tokio y, en último lugar, París, es decir, se comprobó que la ciudad menos desarrollada requería menor trabajo para disponer sus residuos.

### Reducción
Las medidas de reducción de residuos pueden agruparse en:
1. Prevención: esto puede entenderse desde dos puntos de vista, el del fabricante del producto y el del consumidor.

Un fabricante puede favorecer la prevención de residuos preparando un conjunto de medidas adoptadas en la fase de concepción y diseño, de producción, de distribución y de consumo de una sustancia, material o producto, para reducir la cantidad de residuos y la cantidad de sustancias nocivas incorporadas en los materiales
Un consumidor puede intentar consumir productos a granel o con un embalaje mínimo, comprar lo justo para evitar desperdicio alimenticio o material y comprar productos duraderos.
1. Reducir: intentar deshacerse del mínimo de residuos posibles.
2. Reutilizar: intentar alargar la vida de los productos y en el caso de que alguno no sirva para su función, intentar otorgarle otros usos, incluyendo el intercambio, la donación o la reparación.
3. Reciclar: cuando no haya más opciones que deshacerse de un producto, hacerlo con responsabilidad y llevarlo a su correspondiente contenedor de la recogida selectiva, al punto verde, al punto limpio, etc. O bien, al sistema de gestión de residuos del municipio o la región.

Uno de los ejemplos más grandes y exitosos de reciclaje es el caso del PET (tereftalato de polietileno), plástico comúnmente usado en botellas para bebidas y bolsas para hervir alimento congelado y bandejas para comidas calentadas en microondas (debido a que contiene estabilizantes y retardantes de flama). El PET no ocasiona impactos severos a la salud, y representa menor riesgo que el PVC en el ambiente, no obstante en los últimos años se ha facilitado el reciclaje del mismo a través de la creación de centros de captación y reciclaje de PET.
Para alcanzar una solución eficiente, muchas ciudades del mundo han adoptado leyes bajo el concepto de Basura cero.

### Planificación correcta de los residuos
1. Se clasifican eficientemente todos los desechos.
2. Se evita al máximo el derroche de materias primas.
3. En lugar de un sistema de producción, consumo y eliminación, se tiene un proceso cíclico de producción, donde la mayor parte de los residuos de la producción así como del consumo sean reintegrados al ciclo productivo de la misma forma que la naturaleza lo hace.

### Canalización de residuos finales
1. Todos aquellos residuos que no son reintegrados al ciclo productivo deben ser adecuadamente canalizados, en especial los desechos peligrosos.
2. Evita sistemas de eliminación que supongan un riesgo para el ambiente y nuestra salud.

### Transformación integral de residuos
La transformación integral de residuos o "Valorización TIR", parece ser el método definitivo para el tratamiento de múltiples tipos de residuos, que están siendo eliminados, hasta el día de hoy, con menor o mayor impacto, en algunos casos grave, para el medio ambiente, mediante la incineración, la coincineración o simplemente en vertidos legales o ilegales o depositados en los vertederos.
Parece ser el sistema definitivo y de futuro, destinado a ser implantado para la mejora en el tratamiento de múltiples residuos.
Este método es una mezcla de principios conocidos y en procesos patentados, como modelos de utilidad, basado en un principio básico referente a la transformación de la materia: Cualquier materia puede ser descompuesta en elementos y substancias básicas, y estas a su vez pueden ser utilizadas para componer nuevas materias o energías renovables, esto último conocido como valorización energética, que consiste en el aprovechamiento del contenido energético de los residuos y subproductos a través de alternativas sostenibles y eficientes.
La transformación integral de residuos o "Valorización TIR", puede gestionar y transformar diferentes tipos de residuos, orgánicos e inorgánicos, a continuación se detallan algunos:
1. Fracción orgánica de los residuos urbanos.
2. Múltiples residuos industriales orgánicos e inorgánicos
3. Residuos de ganadería: purines, estiercoles y otros.
4. Residuos agrarios, forestales y de jardines.
5. Lodos residuales procedentes de estaciones depuradoras. E.D.A.R
6. Otros

La transformación integral de residuos está dividida en diferentes procesos, dependiendo del residuo a gestionar, tratar y ser transformado pueden ser desde 3 hasta 11 procesos o fases diferentes; alguno de los cuales son: pretratamiento, homogeneización, digestión anaerobia, separaciones de fases, lixiviación, etc.
Se trata de un compendio de pasos secuenciales mediante los cuales se descompone cualquier sustancia hasta llegar a los elementos más básicos que la forman y que los diferentes procesos permiten; los elementos obtenidos son almacenados y con posterioridad son utilizados para recomponer o producir mediante diferentes reacciones nuevas materias utilizables en diferentes segmentos e industrias.
La Valorización TIR, o valorización real mediante la trasformación integral de los residuos, ha sido diseñada y desarrollada íntegramente con fondos privados y dirigida por dos científicos españoles, actualmente la única compañía capacitada para su realización es la consultora y desarrolladora de tecnología medioambiental, que puede visitar.

## Eliminación de residuos
Muchas cosas se tiran cuando ya no se necesitan. Todos los días la gente echa restos de comida y montones de papel en bolsas para los recolectores. A veces, nosotros o algún pariente tiramos un suéter viejo o los desgastados neumáticos de un vehículo. Y de vez en cuando convertimos en chatarra algo grande, como una nevera o incluso un automóvil.
Si una persona tuviera que pesar esos residuos sólidos, ¿cuál sería su parte en los desperdicios diarios de la civilización, si viviera por ejemplo en Estados Unidos? Hace muchos años habría sido de menos de un kilogramo; hoy es aproximadamente de 45 kilogramos. En un año, su aporte de desechos sólidos se elevaría a casi una tonelada. Y como en Estados Unidos viven más de 200 millones de personas, la nación tiene una montaña de desperdicios —cerca de 3 600 millones de toneladas por año— que requieren su recolección y una eliminación segura. Los desperdicios son materiales que ya no se pueden usar en los hogares, comercios, industrias ni ningún otro sitio. En realidad son valiosos recursos, pero aún no se ha aprendido a utilizarlos de nuevo con el mayor provecho.
La generación de residuos depende de la zona en cuestión y su desarrollo: un municipio rural tiene unos desperdicios muy diferentes de una ciudad densamente poblada o de una localidad turística.
En la última década los países desarrollados han aumentado el nivel de desperdicios generados, sobre todo de envases.
Se vuelve a emplear algo de papel, vidrio o metales. Esto se realiza reutilizándolos, es decir, usándolos como materia prima para fabricar nuevos productos útiles. Por ejemplo, el hierro y el acero descarrado pueden devolverse a las fundiciones y usarse nuevamente. El vidrio de las botellas desechadas puede convertirse en otras botellas. Con los periódicos que se tiran cabe hacer productos de papel.
No obstante, la mayoría de los desechos se elimina simplemente colocándolos en algún lado. Habría que eliminarlos de modo que no dañaran el ambiente, pero no siempre se hace.
Se están desarrollando nuevos modos de eliminar los residuos. Pero se necesita aprender constantemente más acerca de cómo volverlos a utilizar, para poder conservar los recursos naturales, tales como la madera y los metales.
Los residuos sólidos, llamados también desperdicios, tienden a aumentar cada año, conforme cambian los hábitos de vida y los procesos de fabricación. Mucha gente llama a estos materiales basura. Pero este término debería referirse solo a desechos de alimentos orgánicos: sobras de carne, cáscara de papas, etc. En este último caso es posible procesar estos desechos que no se pueden reutilizar o reciclar para convertirlos en abono (fertilizante). Lo mismo aplica para el papel sanitario usado.
En cierta época, los desechos de alimentos de los hogares, restaurantes, mercados de alimentos y fabricantes de productos alimenticios componían casi dos tercios de todos los desperdicios de una nación tecnológica moderna. Pero los métodos nuevos de industrialización de alimentos han reducido la cantidad de residuos de comida. Entretanto, se han popularizado nuevos métodos de envasar. En consecuencia, la cantidad de desechos de papel ha aumentado rápidamente. Hoy en día, el papel representa alrededor de la mitad de todos los desperdicios recogidos. Otros residuos sólidos incluyen goma, plástico y una aparentemente infinita variedad de objetos y materiales.
Los residuos acarreados por líquidos también tienen que ser retirados de los hogares y otros sitios. Los desechos del cuerpo humano se incluyen en las aguas residuales; a través de conductos llamados cloacas, estos desechos líquidos se transportan a plantas u otros sitios. Se los trata para eliminar materias contaminantes peligrosas. Luego se descargan en ríos y lagos para convertirse en parte de nuestros recursos hídricos.

## Fiscalidad de los residuos
La fiscalidad de los residuos consiste en la utilización de impuestos, tasas y otros instrumentos económicos para incentivar una reducción de los mismos. Los sistemas de depósito, devolución y retorno son una de las mejores formas de hacer efectivo el principio de responsabilidad del productor y garantizar altos niveles de recuperación. A continuación se muestran los principales tipos de instrumentos existentes:

### Instrumentos de fiscalidad
- Ámbito estatal o autonómico: desde el ámbito estatal se pueden desarrollar impuestos ecológicos sobre determinados productos. También se pueden crear impuestos sobre vertederos e incineradoras.
- Ámbito local: los municipios pueden implantar tasas de basuras de pago por generación de residuos.

## Basura en el mundo
Los mayores productores de basura a nivel mundial son: Estados Unidos, Corea del Sur, Japón y Canadá. En los países desarrollados cada vez se adoptan más medidas para que la basura cause menos efectos y daños al medio ambiente y se toman medidas como el reciclaje, compostaje o la incineración como lo hacen en Suecia, que se ha vuelto líder en producción de energía a través de incinerar. No obstante, los países desarrollados siguen contaminando más el mundo que todos los países subdesarrollados juntos (ver Huella ecológica).
La mayoría de nuestras industrias actuales generan grandes cantidades de residuos. Por cada tonelada de residuos sólidos municipales se generan 71 toneladas de residuos de la extracción, la producción y distribución de los productos.

### Basura en América Latina

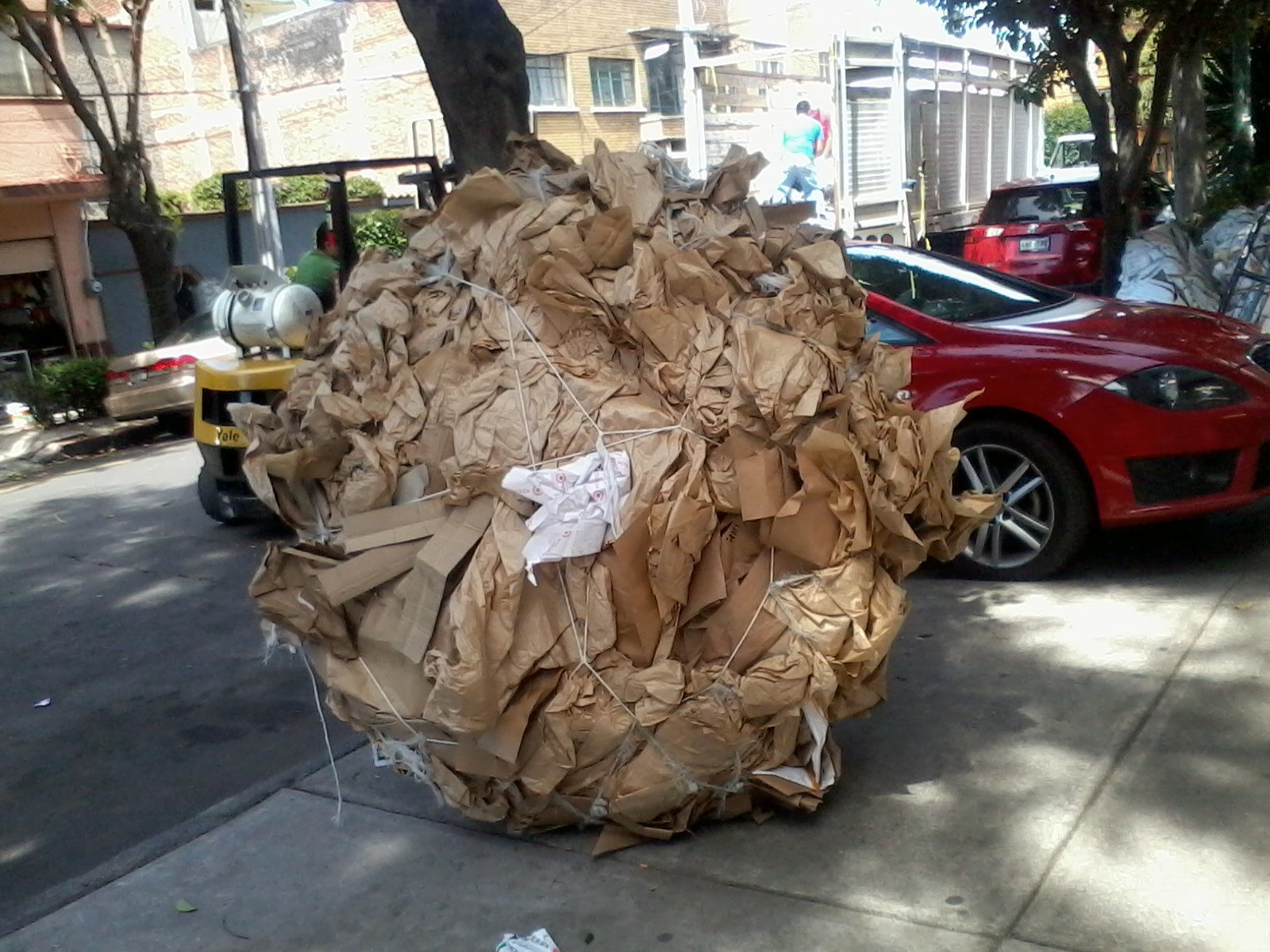
Paquete con restos de papel y cartón provenientes de una imprenta. (Colonia Algarín, Ciudad de México.)

Los principales datos que se tienen de la basura en América Latina proceden sobre todo de México, donde la mayoría de la basura que se tira minuto a minuto va a dar a lo que comúnmente se le llama relleno sanitario.

## Bolsas
Las bolsas o sacos suelen estar adaptados a los distintos tipos de cubos o bidones utilizados en las viviendas e industrias. Así, los sacos gigantes industriales para bidón tienen unas dimensiones de 85 o 110 cm de alto y suelen estar fabricados en polietileno o bio-polietileno.